# Campionato italiano di ciclismo su strada 1912
Il Campionato italiano di ciclismo su strada 1912, settima edizione della corsa, si svolse il 28 luglio 1912 su un percorso di 251 km. La vittoria fu appannaggio di Angelo Gremo, che completò il percorso in 8h45'00", precedendo Dario Beni e Giuseppe Azzini, ma a causa della squalifica dei primi due classificati per volata irregolare, il titolo non venne assegnato.

## Ordine d'arrivo (Top 10)
| Pos. | Corridore         | Squadra      | Tempo    |
| ---- | ----------------- | ------------ | -------- |
| 1    | Angelo Gremo      | Peugeot      | 8h45'00" |
| 2    | Dario Beni        | Bianchi      | s.t.     |
| 3    | Giuseppe Azzini   | Legnano      | s.t.     |
| 4    | Carlo Galetti     | Atala-Dunlop | s.t.     |
| 5    | Clemente Canepari | Legnano      | s.t.     |
| 6    | Alfredo Sivocci   | Legnano      | a 7'00"  |
| 7    | Emilio Chironi    | Stucchi      | s.t.     |
| 8    | Giovanni Cervi    | Gerbi-Dunlop | s.t.     |
| 9    | Ugo Agostoni      | Peugeot      | a 11'00" |
| 10   | Pietro Aymo       | Bianchi      | s.t.     |